# 厄瑞玻斯山脉
厄瑞玻斯山脉（Erebus Montes）是坐落于火星狄阿克里亚区北纬35.66度、西经185.02度附近的一群山丘，其直径为811公里，名称取自北纬26度、西经18度处的反照率特征名。

热辐射成像系统拍摄的厄瑞玻斯山脉北部。

## 另请查看
- 火星山脉列表